# Pawłówka (obwód lwowski)
Pawłówka (ukr. Павлівка) – wieś na Ukrainie, w obwodzie lwowskim, w rejonie samborskim (wcześniej w rejonie starosamborskim). Wieś liczy około 27 mieszkańców. Podlega czaplewskiej silskiej radzie.